# Operação Greenfield
Operação Greenfield é uma operação policial brasileira deflagrada pela Polícia Federal e pelo Ministério Público Federal em 5 de setembro de 2016 que investiga um desvio dos fundos de pensão, bancos públicos e estatais estimado, inicialmente, em pelo menos 8 bilhões de reais. Também integram a operação a Superintendência Nacional de Previdência Complementar (Previc) e a Comissão de Valores Mobiliários (CVM). Participam cerca de 560 policiais federais, além de 12 inspetores da CVM, quatro procuradores federais da CVM, oito auditores da PREVIC e quatorze procuradores da República.
O nome da operação é uma alusão a um jargão dos negócios, sobre um tipo de investimento que envolve projetos iniciantes, ainda no papel. O contrário de investimentos Greenfield é o Brownfield, no qual os recursos são aportados em uma empresa já em operação.

## Histórico
1ª fase - Em 5 de setembro de 2016 a operação foi deflagrada em oito estados e no Distrito Federal para apurar crimes de gestão temerária e fraudulenta contra Funcef, Petros, Previ, e Postalis, quatro dos maiores fundos de pensão do país.
Em 27 de setembro de 2016, a Engevix fez um acordo de colaboração com a justiça. O acerto, estipulado em 288 milhões de reais, tem como objetivo garantir eventuais prejuízos causados à Funcef, fundo de pensão dos funcionários da Caixa, relacionados ao FIP RG Estaleiros.
2ª fase - Em 8 de março de 2017, a Polícia Federal deflagrou a segunda fase da operação. Em São Paulo foi realizado um mandado de busca e apreensão. Em Andradina, no interior, a polícia cumpriu três mandados de busca e apreensão e um de prisão, de Mario Celso Lopes, sócio na Eldorado Celulose. Os alvos são acusados de esconder provas e cooptar testemunhas que poderiam auxiliar as investigações. A suspeita é que dois sócios de um dos maiores grupos empresariais investigados pela Greenfield, a J&F, fizeram um contrato de 190 milhões de reais para mascarar o suborno a um empresário concorrente com o objetivo de impedir que esse empresário revelasse informações de interesse da investigação.
Em 7 de outubro de 2019 procuradores da força-tarefa Greenfield denunciaram 26 investigados por rombo bilionário contra previdência complementar Funcef, Petros e Postalis; os procuradores levaram à Justiça três acusações penais contra o grupo por supostas fraudes – nos três casos, os crimes teriam sido viabilizados por meio de aportes no Fundo de Investimentos e Participações (FIP) Multiner, segundo os procuradores. Os denunciados pelos procuradores da força-tarefa Greenfield foram:
1. Guilherme Narciso de Lacerda, ex-dirigente da Funcef
2. Luiz Philippe Peres Torelly, ex-dirigente da Funcef
3. Carlos Alberto Caser, ex-dirigente da Funcef
4. Carlos Augusto Borges, ex-dirigente da Funcef
5. José Augusto Ferreira dos Santos, ex-dirigente da Funcef
6. Humberto Pires Grault Vianna de Lima, ex-dirigente da Funcef
7. Diego de Magalhães Ozorio, ex-dirigente da Funcef
8. Carlos Alberto Rosa, ex-dirigente da Funcef
9. Ronaldo Marcelio Bolognesi, ex-dirigente da Funcef
10. Paulo Cesar Rutzen, ex-dirigente da Funcef
11. Wagner Pinheiro de Oliveira, ex-presidente da Petros[9]
12. Luís Carlos Fernandes Afonso, ex-funcionário da Petros
13. Newton Carneiro da Cunha, ex-funcionário da Petros
14. Carlos Fernando Costa, ex-funcionário da Petros
15. Humberto Santamaria
16. Roberto Gremler, multa de R$ 35.814,50
17. Fernando Pinto Matos
18. José Genivaldo da Silva
19. Marcelo Andreeto Perillo, ex-funcionário da Petros
20. Luiz de Magalhães Ozório
21. Alexej Predtechensky
22. Adilson Florêncio da Costa
23. Ricardo Oliveira Azevedo
24. José Carlos Rodrigues de Souza
25. Mônica Christina Caldeira Nunes
26. João Carlos Penna Esteves

Além de prisão, os investigadores também reivindicam o pagamento de R$ 3,1 bilhões, valor que equivale a cerca do triplo dos danos causados.

## Desdobramentos

### Operação Circus Maximus
A força-tarefa Greenfield deflagrou em 29 de janeiro de 2018 a Operação Circus Maximus que investiga supostas fraudes no Banco Regional de Brasília (BRB), a Procuradoria denunciou ao todo 17 pessoas por irregularidades praticadas para liberar aportes em determinados Fundos de Investimentos em Participações (FIPs):
1. Ricardo Luís Peixoto Leal, ex-presidente do Conselho de Administração e arrecadador da campanha do ex-governador Rodrigo Rollemberg (PSB), considerado o líder do esquema
2. Henrique Domingues Neto
3. Henrique Leite Domingues
4. Adonis Assumpção Pereira Júnior
5. Vasco Cunha Gonçalves, diretor-presidente licenciado para assumir presidência do Banestes
6. Nilban de Melo Júnior, diretor financeiro e de relações com investidores
7. Arthur César de Menezes Soares Filho
8. Paulo Renato de Oliveira Figueiredo Filho, neto do ex-presidente João Figueiredo
9. Ricardo Siqueira Rodrigues
10. Felipe Bedran Calil, dono da Gráfica Minister
11. Felipe Bedran Calil Filho, dono da Gráfica Minister
12. Nathana Martins Bedran Calil
13. Diogo Rodrigues Cuoco, filho do ator Francisco Cuoco[12], dono da empresa Globomix servicos de concretagem LTDA
14. Adriana Fernandes Bijara Cuoco
15. Paul Elie Altit, então diretor da Odebrecht Realizações[13]
16. Paulo Ricardo Baqueiro de Melo
17. Dilton Castro Junqueira Barbosa

Segundo a investigação, o esquema tinha como objetivo troca de investimentos no LSH Lifestyle, antigo Trump Hotel, no Rio de Janeiro, e no FII SIA, relacionado ao empreendimento Praça Capital, desenvolvido pela Odebrecht Realizações e pela Brasal Incorporações. O esquema movimentou R$ 348 milhões numa atuação criminosa que começou em 2014.
Diogo Rodrigues Cuoco, diz o MPF, teria utilizado uma empresa em que atuava para fornecer notas fiscais frias que mascaravam a produção de dinheiro em espécie usado para o pagamento de propina aos agentes públicos envolvidos, Figueiredo, por sua vez, era executivo do hotel LSH, que recebeu o aporte do BRB via o FIP LSH e, posteriormente, assinou os contratos que geraram as nota frias.
Na segunda fase da operação que começou em 21 de março de 2019, o juiz Vallisney de Oliveira (10ª Vara da Justiça Federal de Brasília) tornou réu os 17 denunciados pelo Ministério Público Federal (MPF) suspeitos de cometer crimes contra o sistema financeiro, gestão fraudulenta, corrupção e lavagem de dinheiro, estima-se que o grupo tenha pago R$ 40 milhões em propinas, Alguns dos réus já estão presos, como Ricardo Leal e o ex-presidente do BRB, Vasco Gonçalves.